# Damion Downs
Damion Downs (Werneck, 6 juli 2004) is een Duits voetballer van Amerikaanse afkomst die doorgaans als centrumspits speelt. Hij verruilde 1. FC Köln in juli 2025 voor Southampton. Downs debuteerde in juni 2025 in het nationale elftal van de Verenigde Staten.

## Clubloopbaan

### Jeugd
Downs doorliep in zijn jeugd de opleidingen van 1. FC Schweinfurt 05 en FC Ingolstadt 04. In 2020 maakte hij de overstap naar de jeugdacademie van 1. FC Köln, waar hij aansloot bij de onder-17. Zijn debuut in deze leeftijdscategorie maakte hij op 3 oktober 2020 in de wedstrijd tegen SG Unterrath. Op 26 september 2021 volgde zijn eerste optreden voor de onder-19, in een thuiswedstrijd tegen Fortuna Düsseldorf. Enkele weken later maakte hij op 19 oktober zijn debuut in de Youth League, tijdens de uitwedstrijd tegen KRC Genk. In het seizoen 2022/23 stond Downs door een meniscusblessure geruime tijd aan de kant. Hij keerde echter op tijd terug om met de onder-19 de Duitse beker voor A-junioren  te winnen. In de finale, die met 3–4 werd gewonnen van Schalke 04 na verlenging, was hij met twee doelpunten van grote waarde. In de 108e minuut maakte hij de winnende treffer. Het duel betekende tevens zijn laatste optreden in het jeugdvoetbal.

### 1. FC Köln
In het seizoen 2022/23 maakte Downs als A-junior voor het eerst deel uit van de wedstrijdselectie van het eerste elftal van 1. FC Köln. Op 25 februari 2023 werd hij door hoofdtrainer Steffen Baumgart opgenomen in de selectie voor de Bundesliga-thuiswedstrijd tegen VfL Wolfsburg. Hij kwam in deze wedstrijd niet in actie. Enkele weken later, op 10 maart 2023, maakte hij zijn debuut bij de senioren door uit te komen voor het tweede elftal in de Regionalliga West. In het met 3–0 gewonnen duel tegen Rot Weiss Ahlen viel hij in de 77e minuut in voor Hendrik Mittelstädt.  In de zomer van 2023 tekende Downs zijn eerste profcontract bij 1. FC Köln, dat hem tot medio 2026 aan de club verbond.
In het seizoen 2023/24 maakte Downs op 23 september 2023 zijn debuut in de Bundesliga voor het eerste elftal van 1. FC Köln. Onder leiding van toenmalig hoofdtrainer Steffen Baumgart viel hij in de uitwedstrijd tegen Werder Bremen zeven minuten voor tijd in voor Linton Maina. Gedurende de rest van het seizoen had hij voornamelijk een rol als wisselspeler bij het eerste elftal, terwijl hij vaste basisspeler was bij het tweede elftal. Ook na het ontslag van Baumgart en de aanstelling van diens opvolger Timo Schultz veranderde zijn rol binnen de selectie niet wezenlijk. Op 9 maart 2024 maakte Downs zijn eerste doelpunt in het betaald voetbal. In de Bundesliga-uitwedstrijd tegen Borussia Mönchengladbach tekende hij in de 79e minuut voor de 3–3 gelijkmaker, na een assist van  Denis Huseinbašić. 1. FC Köln kende een teleurstellend seizoen en eindigde als zeventiende, waardoor de club degradeerde naar de 2. Bundesliga.
In de zomer van 2024 werd Gerhard Struber aangesteld als hoofdtrainer van 1. FC Köln. De Oostenrijker sprak zijn vertrouwen uit in Downs en gaf hem vanaf de seizoensstart van 2024/25 een vaste plaats in de basiself. Downs beloonde dat vertrouwen door in de eerste zeven competitiewedstrijden vier doelpunten te maken. Deze lijn wist hij vast te houden; ook na het oplopen van een handblessure in maart 2025 bleef hij basisspeler en voegde hij nog vijf treffers aan zijn totaal toe. Na zijn rentree scoorde hij nog eenmaal, waarmee hij het seizoen afsloot als gedeeld clubtopscorer met tien doelpunten, samen met Tim Lemperle. Downs speelde daarmee een belangrijke rol in het kampioenschap van 1. FC Köln, dat na één seizoen terugkeerde naar de Bundesliga. Zijn prestaties trokken de aandacht van buitenlandse clubs, en aan het einde van het seizoen maakte hij voor een transfersom van negen miljoen euro de overstap naar Southampton, dat op dat moment uitkwam in het Engelse Championship.

### Southampton
In de zomer van 2025 sloot Downs een contract bij Southampton FC, met een looptijd tot medio 2029.

## Clubstatistieken
| Seizoen                    | Club            | Competitie        | Competitie | Competitie | Beker | Beker | Internationaal | Internationaal | Overig | Overig | Totaal | Totaal |
| Seizoen                    | Club            | Competitie        | Wed.       | Dlp.       | Wed.  | Dlp.  | Wed.           | Dlp.           | Wed.   | Dlp.   | Wed.   | Dlp.   |
| -------------------------- | --------------- | ----------------- | ---------- | ---------- | ----- | ----- | -------------- | -------------- | ------ | ------ | ------ | ------ |
| 2022/23                    | 1. FC Köln II   | Regionalliga West | 3*         | 0          | –     | –     | –              | –              | –      | –      | 3      | 0      |
| 2023/24                    | 1. FC Köln II   | Regionalliga West | 18         | 8          | –     | –     | –              | –              | –      | –      | 18     | 8      |
| 2023/24                    | 1. FC Köln      | Bundesliga        | 10         | 2          | –     | –     | –              | –              | –      | –      | 10     | 2      |
| 2024/25                    | 1. FC Köln      | 2. Bundesliga     | 29         | 10         | 3     | 1     | –              | –              | –      | –      | 32     | 11     |
| 2025/26                    | Southampton     | EFL Championship  | 0          | 0          | 0     | 0     | –              | –              | 0      | 0      | 0      | 0      |
| Carrière totaal            | Carrière totaal | Carrière totaal   | 60         | 20         | 3     | 1     | –              | –              | –      | –      | 63     | 21     |
| Bijgewerkt tot 9 juli 2025 |                 |                   |            |            |       |       |                |                |        |        |        |        |

* In het seizoen 2022/23 speelde Downs als A-junior drie wedstrijden mee met het tweede elftal.

## Interlandloopbaan
In juni 2024 werd Downs door de Amerikaanse voetbalbond opgenomen in de voorlopige selectie voor het Olympische voetbaltoernooi in Parijs. Vanwege een blessure moest hij echter afzeggen, waardoor hij nog geen officiële wedstrijd voor het geboorteland van zijn vader kon spelen. In september 2024 maakte hij zijn debuut in het Duitsland –20, waarvoor hij uiteindelijk zes wedstrijden speelde en twee doelpunten scoorde. Later besloot hij zijn internationale carrière voort te zetten bij het nationale elftal van de Verenigde Staten. Op 11 juni 2025 maakte hij zijn debuut tijdens de oefenwedstrijd tegen Zwitserland.

### Duitse jeugdelftallen
Op 5 september 2024 maakte Downs zijn debuut voor Duitsland –20 onder leiding van bondscoach Hannes Wolf, in een uitwedstrijd tegen de leeftijdsgenoten van Roemenië. Hij viel tijdens de rust in voor Justin Diehl in het met 2–3 gewonnen duel. Op 19 november van datzelfde jaar maakte hij zijn eerste doelpunten voor Duitsland –20; in een oefenwedstrijd tegen Turkije –20 scoorde hij beide treffers in de met 0–2 gewonnen uitwedstrijd.
| Jeugdinterlands van Damion Downs voor Duitsland () | Jeugdinterlands van Damion Downs voor Duitsland () | Jeugdinterlands van Damion Downs voor Duitsland () | Jeugdinterlands van Damion Downs voor Duitsland () | Jeugdinterlands van Damion Downs voor Duitsland () | Jeugdinterlands van Damion Downs voor Duitsland () |
| №                                                  | Datum                                              | Wedstrijd                                          | Uitslag                                            | Soort Wedstrijd                                    | Doelpunten                                         |
| Als speler bij Duitsland –20                       | Als speler bij Duitsland –20                       | Als speler bij Duitsland –20                       | Als speler bij Duitsland –20                       | Als speler bij Duitsland –20                       | Als speler bij Duitsland –20                       |
| -------------------------------------------------- | -------------------------------------------------- | -------------------------------------------------- | -------------------------------------------------- | -------------------------------------------------- | -------------------------------------------------- |
| 1.                                                 | 5 september 2024                                   | Roemenië – Duitsland                               | 2 – 3                                              | Vriendschappelijk                                  |                                                    |
| 2.                                                 | 10 september 2024                                  | Italië – Duitsland                                 | 0 – 3                                              | Vriendschappelijk                                  |                                                    |
| 3.                                                 | 11 oktober 2024                                    | Duitsland – Polen                                  | 3 – 1                                              | Vriendschappelijk                                  |                                                    |
| 4.                                                 | 14 oktober 2024                                    | Duitsland – Ghana                                  | 3 – 1                                              | Vriendschappelijk                                  |                                                    |
| 5.                                                 | 15 november 2024                                   | Engeland – Duitsland                               | 4 – 0                                              | Vriendschappelijk                                  |                                                    |
| 6.                                                 | 19 november 2024                                   | Turkije – Duitsland                                | 0 – 2                                              | Vriendschappelijk                                  | Goal · Goal                                        |
| Bijgewerkt tot 26 maart 2024                       |                                                    |                                                    |                                                    |                                                    |                                                    |

### Verenigde Staten
Downs werd in juni 2025 door bondscoach Mauricio Pochettino opgenomen in de voorlopge selectie van de Verenigde Staten voor de Gold Cup 2025. In aanloop naar het toernooi maakte hij op 11 juni zijn interlanddebuut in een oefenwedstrijd tegen Zwitserland. Tijdens het met 0–4 verloren duel viel hij in de 75e minuut in voor Sebastian Berhalter. Door zijn goede prestaties maakte hij uiteindelijk deel uit van de definitieve selectie. Tijdens de tweede groepswedstrijd van het toernooi, een met 0–1 gewonnen wedstrijd tegen Saoedi-Arabië, maakte Downs zijn debuut op een officieel eindtoernooi. In de 62e minuut kwam hij binnen de lijnen als vervanger van Jack McGlynn. Vervolgens kwam hij ook als invaller in actie tijdens de kwartfinale tegen Costa Rica, de halve finale tegen Guatemala en de finale tegen  Mexico. In die finale verloor de Verenigde Staten met 1–2.
| Interlands van Damion Downs voor Verenigde Staten | Interlands van Damion Downs voor Verenigde Staten | Interlands van Damion Downs voor Verenigde Staten | Interlands van Damion Downs voor Verenigde Staten | Interlands van Damion Downs voor Verenigde Staten | Interlands van Damion Downs voor Verenigde Staten |
| №                                                 | Datum                                             | Wedstrijd                                         | Uitslag                                           | Soort Wedstrijd                                   | Doelpunten                                        |
| ------------------------------------------------- | ------------------------------------------------- | ------------------------------------------------- | ------------------------------------------------- | ------------------------------------------------- | ------------------------------------------------- |
| 1.                                                | 11 juni 2025                                      | Verenigde Staten – Zwitserland                    | 0 – 4                                             | Vriendschappelijk                                 |                                                   |
| 2.                                                | 20 juni 2025                                      | Saoedi-Arabië – Verenigde Staten                  | 0 – 1                                             | Gold Cup 2025                                     |                                                   |
| 3.                                                | 30 juni 2025                                      | Verenigde Staten – Costa Rica                     | 6 – 5 (n.s.)                                      | Gold Cup 2025                                     |                                                   |
| 4.                                                | 3 juli 2025                                       | Verenigde Staten – Guatemala                      | 2 – 1                                             | Gold Cup 2025                                     |                                                   |
| 5.                                                | 7 juli 2025                                       | Verenigde Staten – Mexico                         | 1 – 2                                             | Gold Cup 2025                                     |                                                   |
| Bijgewerkt tot 9 juli 2025                        |                                                   |                                                   |                                                   |                                                   |                                                   |

## Erelijst
| Kampioen 2. Bundesliga | 1x | 2024/25 |

## Persoonlijk
Downs werd geboren in Werneck als zoon van een Duitse moeder en een Amerikaanse vader. Toen hij een jaar oud was, verhuisde het gezin naar de Amerikaanse staat Texas. In zijn vroege jeugd beoefende hij daar American football. Na de scheiding van zijn ouders keerde hij op negenjarige leeftijd met zijn moeder terug naar Duitsland, waar ze zich vestigden in Schweinfurt. Omdat American football daar niet werd aangeboden, stapte Downs over op voetbal. Zijn moeder is de maker van de podcast Mein Sohn. Der Profi?, waarin zij het leven van jonge voetbaltalenten volgt. In een van de afleveringen staat haar zoon Damion centraal.